# Шалорус, Камал
Камал Шалорус (перс. کمال شالوروس‎; 27 августа 1977, Хельхаль) — иранский боец смешанного стиля, представитель лёгкой весовой категории. Выступает на профессиональном уровне начиная с 2008 года, известен по участию в турнирах таких бойцовских организаций как UFC, WEC, ONE Championship.

## Биография
Камал Шалорус родился 27 августа 1977 года в городе Хельхаль провинции Ардебиль. С юных лет серьёзно занимался борьбой, в течение некоторого времени проживал в Великобритании — пытался от этой страны пройти отбор на Олимпийские игры, однако на квалификационном турнире занял лишь восьмое место. Позже практиковал бразильское джиу-джитсу, проходил подготовку под руководством таких мастеров как Релсон Грейси и Фил Карделла, регулярно принимал участие в различных соревнованиях по грэпплингу.

### Начало профессиональной карьеры
Дебютировал в смешанных единоборствах на профессиональном уровне в апреле 2008 года, победил своего соперника техническим нокаутом в первом же раунде. Дрался в различных небольших американских промоушенах, таких как King of Kombat, Supreme Warrior Championship, Extreme Challenge — практически всегда выходил из поединков победителем (лишь в одном случае была зафиксирована ничья).

### World Extreme Cagefighting
Имея в послужном списке четыре победы и ни одного поражения, в 2009 году Шалорус привлёк к себе внимание крупной американской организации World Extreme Cagefighting и подписал с ней контракт. Должен был дебютировать здесь в поединке с Алексом Каралексисом, но тот сломал руку, и в итоге в соперники ему дали такого же новичка организации Уилла Керра, которого он победил техническим нокаутом. В следующем бою единогласным судейским решением выиграл у Дейва Дженсена и удостоился похвалы от комментатора турнира, известного американского бойца Фрэнка Мира.
В апреле 2010 года встретился с бывшим чемпионом WEC Джейми Варнером — во втором раунде судья снял с него одно очко за повторявшиеся удары в паховую область, в конечном счёте мнение судей разделилось: один отдал победу Шалорусу, другой назвал победителем Варнера, тогда как третий поставил ничью. Спустя несколько месяцев иранский боец добавил себе в актив ещё одну победу, выиграв раздельным решением у поляка Барта Палашевского.

### Ultimate Fighting Championship
Когда в октябре 2010 года WEC была поглощена более крупной организацией Ultimate Fighting Championship, все сильнейшие бойцы перешли оттуда к новому работодателю, в том числе и Шалорус. При этом он стал третьим иранцем, когда-либо выступавшим в организации (после Резу Насри и Резы Мадади). Его дебют здесь состоялся в бою против Джима Миллера, которому он проиграл техническим нокаутом в третьем раунде. Затем вышел в октагон против новичка организации, непобеждённого россиянина Хабиб Нурмагомедов — в третьем раунде отдал спину и попался в удушающий приём сзади, в результате чего вынужден был сдаться.
Последний раз дрался в клетке UFC в мае 2012 года, в поединке с бразильцем Рафаэлом дус Анжусом, будущим чемпионом организации, вновь сдался в результате успешно проведённого удушающего приёма сзади. После трёх поражений подряд его сотрудничество с UFC закончилось.

### ONE Fighting Championship
Впоследствии довольно успешно выступал в азиатском промоушене ONE Fighting Championship — одержал здесь две победы и в 2014 году удостоился права оспорить титул чемпиона организации в лёгкой весовой категории, однако в титульном бою досрочно уступил японскому бойцу Синъе Аоки. В дальнейшем довольно долго не принимал участия ни в каких турнирах, попробовал себя в качестве профессионального реслера в промоушене American Combat Association. В 2017 году вернулся в ММА и провёл в ONE FC ещё один бой, но вновь проиграл.

## Статистика в профессиональном ММА
| Боёв 16  | Побед 9 | Поражений 5 |
| -------- | ------- | ----------- |
| Нокаутом | 4       | 1           |
| Сдачей   | 1       | 3           |
| Решением | 4       | 1           |
| Ничьи    | 2       | 2           |

| Результат | Рекорд | Соперник           | Способ                 | Турнир                                         | Дата            | Раунд | Время | Место                  | Примечание                                  |
| --------- | ------ | ------------------ | ---------------------- | ---------------------------------------------- | --------------- | ----- | ----- | ---------------------- | ------------------------------------------- |
| Поражение | 9-5-2  | Эв Тинг            | Раздельное решение     | ONE FC: Throne of Tigers                       | 10 февраля 2017 | 3     | 5:00  | Куала-Лумпур, Малайзия |                                             |
| Поражение | 9-4-2  | Синъя Аоки         | Сдача (удушение сзади) | ONE FC: Reign of Champions                     | 29 августа 2014 | 1     | 2:15  | Дубай, ОАЭ             | Бой за титул чемпиона ONE FC в лёгком весе. |
| Победа    | 9-3-2  | Ариэль Секстон     | Единогласное решение   | ONE FC: War of Nations                         | 14 марта 2014   | 3     | 5:00  | Куала-Лумпур, Малайзия |                                             |
| Победа    | 8-3-2  | Эдуард Фолаянг     | Единогласное решение   | ONE FC: Rise to Power                          | 31 мая 2013     | 3     | 5:00  | Пасай, Филиппины       |                                             |
| Поражение | 7-3-2  | Рафаэл дус Анжус   | Сдача (удушение сзади) | UFC on Fuel TV: Korean Zombie vs. Poirier      | 15 мая 2012     | 1     | 1:40  | Фэрфакс, США           |                                             |
| Поражение | 7-2-2  | Хабиб Нурмагомедов | Сдача (удушение сзади) | UFC on FX: Guillard vs. Miller                 | 20 января 2012  | 3     | 2:08  | Нашвилл, США           |                                             |
| Поражение | 7-1-2  | Джим Миллер        | TKO (коленом и руками) | UFC 128                                        | 19 марта 2011   | 3     | 2:15  | Ньюарк, США            |                                             |
| Победа    | 7-0-2  | Барт Палашевский   | Раздельное решение     | WEC 53                                         | 16 декабря 2010 | 3     | 5:00  | Глендейл, США          |                                             |
| Ничья     | 6-0-2  | Джейми Варнер      | Ничья (раздельная)     | WEC 49                                         | 20 июня 2010    | 3     | 5:00  | Эдмонтон, Канада       | Шалорус лишён очка за удары в пах.          |
| Победа    | 6-0-1  | Дейв Дженсен       | Единогласное решение   | WEC 46                                         | 10 января 2010  | 3     | 5:00  | Сакраменто, США        |                                             |
| Победа    | 5-0-1  | Уилл Керр          | TKO (удары руками)     | WEC 44                                         | 18 ноября 2009  | 1     | 1:26  | Лас-Вегас, США         |                                             |
| Победа    | 4-0-1  | Джастин Миллер     | TKO (удары руками)     | Supreme Warrior Championship 7: Discountenance | 20 июня 2009    | 2     | 0:32  | Фриско, США            |                                             |
| Ничья     | 3-0-1  | Майк Бронзулис     | Ничья (большинством)   | King of Kombat 6: Fists of Fury                | 25 апреля 2009  | 5     | 5:00  | Остин, США             |                                             |
| Победа    | 3-0    | Джонатан Эванс     | TKO (удары руками)     | Extreme Challenge: War at the Shore            | 23 января 2009  | 1     | 0:35  | Атлантик-Сити, США     |                                             |
| Победа    | 2-0    | Эдвин Джонс        | Сдача (удушение сзади) | Supreme Warrior Championship 2: Battlegrounds  | 28 ноября 2008  | 2     | 2:52  | Фриско, США            |                                             |
| Победа    | 1-0    | Джефф Дэвис        | TKO (удары руками)     | King of Kombat 3                               | 5 апреля 2008   | 1     | 1:06  | Остин, США             |                                             |